# Borstel (Verden)
Borstel (niederdeutsch Böß'l) ist ein Stadtteil der Stadt Verden (Aller) in Niedersachsen mit knapp über 2000 Einwohnern. Der Name entstammt einer alten im norddeutschen Raum gebräuchlichen Bezeichnung für eine kleinere bäuerliche Siedlung.

## Geschichte
Borstel war ein eigenständiges kleines Dorf. Dieses ist aus einem im Jahr 1254 urkundlich belegten Einzelhof hervorgegangen. Es ist im Laufe der Jahrhunderte immer näher an Verden herangewachsen. 2004 konnte Borstel sein 750-jähriges Bestehen unter der Schirmherrschaft der Niedersächsischen Ministerin für Soziales, Frauen, Familie und Gesundheit feiern.
Am 1. Juli 1972 wurde Borstel in die Kreisstadt Verden eingegliedert.

## Religion
Die evangelische Dom-Gemeinde des Kirchenkreises Verden unterhält in Borstel seit 1987 das Stephanushaus als Gemeindehaus ihres Pfarrbezirks IV.

## Politik

### Ortsrat
Der Ortsrat, der den Ortsteil Borstel vertritt, setzt sich aus elf Mitgliedern zusammen. Die Ratsmitglieder werden durch eine Kommunalwahl für jeweils fünf Jahre gewählt.
Die vergangenen Ortsratswahlen ergaben folgende Sitzverteilungen:
| Wahljahr | CDU | Grüne | SPD | FDP | Gesamt   |
| -------- | --- | ----- | --- | --- | -------- |
| 2021     | 4   | 3     | 2   | 2   | 11 Sitze |
| 2016     | 4   | 1     | 4   | 2   | 11 Sitze |
| 2011     | 4   | 1     | 5   | 1   | 11 Sitze |

### Ortsbürgermeister
Ortsbürgermeister ist Jürgen Weidemann (FDP).
Stellvertretende Ortsbürgermeister sind Lore Fluß (SPD), Regina Klauner (CDU) und Reinhard Witt (Bündnis 90/Die Grünen).

## Wirtschaft und Infrastruktur

### Unternehmen
Die Landwirtschaft hat für Verden-Borstel in der jüngsten Vergangenheit mit der Bebauung der nutzbaren Flächen an Bedeutung verloren. Inzwischen gibt es keine nennenswerte Viehhaltung mehr. Nur noch wenige Ackerflächen werden mit Getreide bestellt. Bekannt ist Borstel für seine Pferdezüchter.
Die im Ort ansässigen Handwerksunternehmen sind teilweise seit mehreren Generationen in Familienhand. Der Bundestrainer der deutschen Dressurreiter, Holger Schmezer, hatte in diesem Ortsteil seinen eigenen Dressur- und Ausbildungsstall.
In Borstel wurde Ende der sechziger Jahre mit dem "Allermarkt" der erste Supermarkt im Verdener Umland errichtet. Für die Verdener Jugend am wichtigsten war und ist die Tanzschule Beuß, die seit mehr als 130 Jahren Tänzer und Tänzerinnen ausbildet.

### Bildung
Bis zum Schuljahr 2009/2010 gab es im Ort eine Grundschule mit 1. und 2. Klasse als Außenstelle der Friedrich-Ludwig-Jahn-Schule in Verden. Seit 1970 gibt es einen Kindergarten und seit 1998 eine Kindertagesstätte.

### Vereine
In Borstel gibt es einen Sportverein, den TSV Borstel. In diesen Verein waren das Verdener Blas- sowie das Jugendblasorchester inkorporiert. Seit 2019 ist das Verdener Blasorchester mit seinem Repertoire aus moderner und sinfonischer Blasmusik selbständig. Ausschließlich Fußball wird in den Mannschaften des 1990 von Mitgliedern des TSV Borstel gegründeten Borsteler FC gespielt. Seit mehr als 100 Jahren besteht der Schützenverein Borstel, der nicht zuletzt wegen seiner jährlichen Schützenfeste zum Zusammenhalt der Bewohner beiträgt. Die Geschichtspflege des Ortsteils ist das vorrangige Ziel des Borsteler Heimatverein in Verden e. V. von 2004. Den Kindergarten unterstützt seit 2002 der Förderverein des Kindergartens Borstel. Seit 1969 gibt es in Borstel eine Kyffhäuser-Kameradschaft. Seit Ende 2003 gibt es den ersten Borstler Reitverein – die RG Kroneichenhof e. V.

## Persönlichkeiten
- Hanna Zuschneid, Turnerin, Teilnehmerin an den Olympischen Spielen 1952
- Helga Köhler, Reiterin, Deutsche Meisterin im Springreiten 1959 und 1960